# 자외선천문학
자외선 천문학(紫外線天文學)은 천문학 및 천체물리학의 한 분야로, 자외선에서 관측 할 수 있는 천체를 취급하는 것이다.

## 자외선망원경
자외선망원경은 자외선 파장을 연구하는 망원경으로 자외선을 가시광선처럼 반사할 수 있다. 자외선망원경은 퀘이사와 백색왜성이 포함된 온도가 매우 높은 천체를 연구하는 데 이용된다. 또한 별이 어떻게 형성되었는지, 별과 은하 사이에 있는 가스 성분은 무엇인지를 연구하는 데에도 이용된다.